# Les Arcs

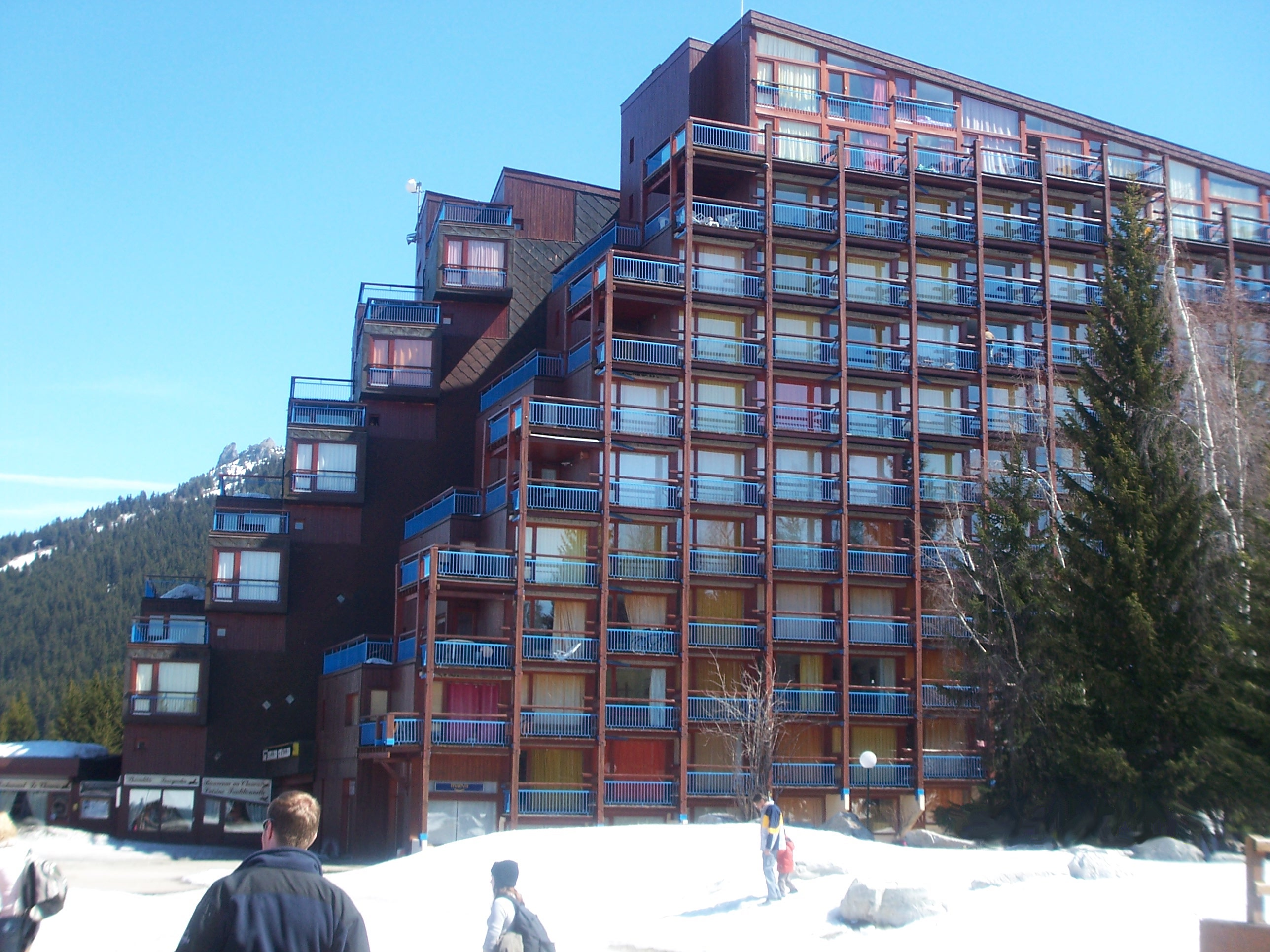
Lägenhetshus i Les Arcs 1800, ritat av Charlotte Perriand

Les Arcs är samlingsnamnet på fyra bilfria skidorter i Bourg-Saint-Maurice kommun i Vanoisedalen i Tarentaise, Savoie, Frankrike. Les Arcs ingår i skidområdet Paradiski (Les Arcs, Peisey Vallandry samt La Plagne, Montchavin m.fl.) vars huvudområden är förbundna med kabinbanan Vanoise Express. Den var världens högst belägna över marken innan en ny liknande förbindelselift byggdes i Whistler. Paradiski är snösäkert då man åker skidor på hög höjd inklusive två glaciärer. Les Arcs har en 7 km lång pist – Aguille Rouge – med den enskilt störst fallhöjden bland nedfarter i Europa, 2050 meter.
I Tarentaiseområdet ligger den största koncentrationen av berömda skidorter i världen. Grannsystemen är Espace Killy (Val d'Isère och Tignes) samt Les Trois Vallées (Courchevel, Meribel, Val Thorens). Ett veckoliftkort i Paradiski eller något av grannsystemen gäller även för ett dagsbesök i övriga system. Det har funnits planer att bygga ihop liftarna i dessa tre områden till ett sammanhängande system som skulle bli världens i särklass största. Det har efter mycket diskuterande till slut omöjliggjorts då delar av Tarantaise nu är naturskyddsområden (Parc national de la Vanoise ).
Les Arcs/Paradiski är inte lika välbesökt av svenskar som övriga system i Tarentaise men håller lika hög klass. Det passar såväl nybörjare som avancerade och det finns därtill mycket av tämligen säker ”offpist”. Även mycket av avancerad offpist som man lämpligen utforskar med guide. Bra beskrivningar av offpist finns i boken ”Les clés de Paradiski” av Didier Givois.
Les Arcs har varit delvärd för Olympiska spelen vid två tillfällen och är berömt för sin speedskiing (den flygande kilometern). Les Arcs speedpist är över två km lång och har en bromssträcka på 700 meter. Svenskan Sanna Tidstrand har gällande världsrekord för kvinnor taget 2006 i just Les Arcs. 242.59 km/tim.

## Arc 1600
Var den första byn som öppnade 1968 och är länkad med en bergbana direkt från Bourg-Saint-Maurice järnvägsstation.

## Arc 1800
1974 öppnades Arc 1800 som är den enskilt största av etableringarna. Arc 1800 är utspridd och saknar som 1600 ”by-känsla” men är populär bland barnfamiljer. Arkitekturen ansluter till Le Corbusier. Många restauranger, bad och aldrig mer än 5 min till en pist.

## Arc 2000
Club Med var den första operatören som 1979 öppnade i Arc 2000. Detta är en ”by” som bygger på att man efter skidåkningen i huvudsak vistas inomhus. Arkitekturen älskas lika mycket som den hatas. Arc 2000 ligger direkt i pistsystemet så man behöver aldrig gå en meter.  Arc 2000 har även en snabb dag och kvällsförbindelse med Arc 1950.

## Arc 1950
Första delen av denna helt nya och unika by öppnade 2003 och den var färdigställd 2008. Det Kanadensiska företaget Intrawest inledde ett samarbete med Compagnie des Alpes för att bygga den första nya byn i alperna på 30 år. Den ligger direkt i pistsystemet. Arc 1950 återknyter helt till regionen Savoie’s arkitektur med skiffertak, vinklar, utsprång, dekorationer, balkonger, fönsterluckor m.m. Arc 1950 är alltigenom femstjärnig med avseende på boendekomfort och har större rum och lägenheter än vad som är brukligt i Frankrike. Utsedd till bästa stället att bo på i alperna av Ski Club of Great Britain år 2007. Huvudoperatörer är Pierre & Vacances Premium samt Radisson Blu.